# 四脉麻
四脉麻（学名：Leucosyke quadrinervia）为荨麻科四脉麻属下的一个种。